# Innocent (manga)
Innocent (イノサン?, Inosan) è un manga seinen di Shin'ichi Sakamoto, pubblicato sulla rivista Weekly Young Jump di Shūeisha dal 31 gennaio 2013 al 16 aprile 2015. I singoli capitoli sono stati poi raccolti in nove volumi tankōbon. La versione italiana è stata pubblicata da Edizioni BD sotto l'etichetta J-Pop.
Il seguito intitolato Innocent Rouge (イノサン Rouge?, Inosan Rouge) ad opera dello stesso autore, è stato pubblicato invece sulla testata Grand Jump dal 20 maggio 2015 all'8 gennaio 2020. L'edizione italiana è stata curata nuovamente da J-Pop.

## Trama
Nel XVIII secolo la rivoluzione francese divenne il punto di partenza della società moderna. Charles-Henri Sanson fu un altro dei protagonisti che visse tra le sue ombre: era infatti il quarto capofamiglia del casato Sanson che svolgeva il lavoro di boia a Parigi.

## Volumi
Innocent
| Nº | Data di prima pubblicazione | Data di prima pubblicazione | Data di prima pubblicazione | Data di prima pubblicazione |
| Nº | Giapponese                  | Giapponese                  | Italiano                    | Italiano                    |
| -- | --------------------------- | --------------------------- | --------------------------- | --------------------------- |
| 1  | 19 giugno 2013              | ISBN 978-4-08-879565-2      | 15 novembre 2014            | ISBN 978-88-6883-123-3      |
| 2  | 19 settembre 2013           | ISBN 978-4-08-879708-3      | 21 marzo 2015               | ISBN 978-88-6883-208-7      |
| 3  | 19 dicembre 2013            | ISBN 978-4-08-879718-2      | 16 maggio 2015              | ISBN 978-88-6883-237-7      |
| 4  | 19 marzo 2014               | ISBN 978-4-08-879768-7      | 18 luglio 2015              | ISBN 978-88-6883-329-9      |
| 5  | 19 giugno 2014              | ISBN 978-4-08-879854-7      | 19 settembre 2015           | ISBN 978-88-6883-372-5      |
| 6  | 19 settembre 2014           | ISBN 978-4-08-879898-1      | 7 novembre 2015             | ISBN 978-88-6883-370-1      |
| 7  | 19 dicembre 2014            | ISBN 978-4-08-890076-6      | 30 gennaio 2016             | ISBN 978-88-6883-551-4      |
| 8  | 19 marzo 2015               | ISBN 978-4-08-890128-2      | 19 marzo 2016               | ISBN 978-88-6883-552-1      |
| 9  | 19 maggio 2015              | ISBN 978-4-08-890195-4      | 15 giugno 2016              | ISBN 978-88-6883-553-8      |

Innocent Rouge
| Nº | Data di prima pubblicazione | Data di prima pubblicazione | Data di prima pubblicazione | Data di prima pubblicazione |
| Nº | Giapponese                  | Giapponese                  | Italiano                    | Italiano                    |
| -- | --------------------------- | --------------------------- | --------------------------- | --------------------------- |
| 1  | 19 ottobre 2015             | ISBN 978-4-08-890267-8      | 25 gennaio 2017             | ISBN 978-88-6883-911-6      |
| 2  | 19 maggio 2016              | ISBN 978-4-08-890414-6      | 17 maggio 2017              | ISBN 978-88-6883-961-1      |
| 3  | 19 luglio 2016              | ISBN 978-4-08-890503-7      | 21 settembre 2017           | ISBN 978-88-3275-089-8      |
| 4  | 19 ottobre 2016             | ISBN 978-4-08-890535-8      | 17 gennaio 2018             | ISBN 978-88-3275-205-2      |
| 5  | 17 marzo 2017               | ISBN 978-4-08-890620-1      | 23 maggio 2018              | ISBN 978-88-3275-206-9      |
| 6  | 18 agosto 2017              | ISBN 978-4-08-890736-9      | 12 settembre 2018           | ISBN 978-88-3275-566-4      |
| 7  | 19 dicembre 2017            | ISBN 978-4-08-890834-2      | 30 gennaio 2019             | ISBN 978-88-3275-671-5      |
| 8  | 19 giugno 2018              | ISBN 978-4-08-891032-1      | 22 maggio 2019              | ISBN 978-88-3275-811-5      |
| 9  | 19 novembre 2018            | ISBN 978-4-08-891131-1      | 18 giugno 2019              | ISBN 978-88-349-0018-5      |
| 10 | 17 maggio 2019              | ISBN 978-4-08-891292-9      | 18 dicembre 2019            | ISBN 978-88-349-0146-5      |
| 11 | 19 novembre 2019            | ISBN 978-4-08-891412-1      | 10 giugno 2020              | ISBN 978-88-349-0277-6      |
| 12 | 19 febbraio 2020            | ISBN 978-4-08-891486-2      | 2 settembre 2020            | ISBN 978-88-349-0388-9      |

## Accoglienza
Nel 2015 viene candidato all'ottava edizione dei Manga Taishō, premio annuale per le migliori serie manga.